# ۱ دلو
۱ دلو یک ستاره است که در صورت فلکی دلو قرار دارد.